# 十津川警部シリーズ (内藤剛志)
『西村京太郎サスペンス 十津川警部シリーズ』（にしむらきょうたろうサスペンス とつがわけいぶシリーズ）は、2017年から2019年までTBS系で放送された刑事ドラマシリーズ。全8回。
『十津川警部シリーズ』の主演を内藤剛志に変更した新シリーズで、最初の2作は『新・十津川警部シリーズ』のシリーズ名で放送された。
第8作までは主に『月曜名作劇場』枠で放送され、第1作は同枠が月曜20:00 - 21:50に枠移動・縮小して初の作品となる。第5作のみ、月曜放送ではあるが同枠外の『ドラマ特別企画』として、2018年4月9日20:00 - 23:07に放送された。

## 概要
渡瀬恒彦と伊東四朗のコンビによる『十津川警部シリーズ』は、1992年から2015年まで54作にわたって放送されてきたが、2016年4月から放送枠の名称が「月曜名作劇場」に改称されたことに伴い、内藤剛志と石丸謙二郎の新コンビに交代し、『新・十津川警部シリーズ』として2017年1月から放送が開始された。2人はプライベートでも旧知の間柄であり、共に前シリーズにも出演歴がある。プロデューサーの森下和清は内藤の起用について、共演者やスタッフへの気配りができて現場を1つにまとめることができ、犯人役で1度出演したことで作品の雰囲気を理解していることを理由に挙げた。また内藤も、前シリーズの主演を務めていた渡瀬から“主役を演じる心構え”を助言されたことを明かしている。
なお、十津川・亀井以外のメンバーも一新されており、製作会社もテレパックからオスカープロモーションに交代している。第5作からは、製作会社がザ レインドロップスに交代し、十津川・亀井以外のメンバーも十津川班の刑事を中心に大幅に入れ替わった。製作会社に関しては、いずれもプロデューサー森下の移籍による。

## キャスト

### 警視庁捜査一課 十津川班
十津川省三
演 - 内藤剛志（若き日：長村航希〈第8作〉）
警視庁捜査一課 係長。階級は警部。
亀井定雄
演 - 石丸謙二郎
警視庁捜査一課 刑事。階級は巡査部長。
若林
演 - 大迫茂生（第1作 - 第4作）、増澤ノゾム（第7作 - ）
警視庁捜査一課 刑事。
酒井
演 - 朝倉あき（第5作 - ）
警視庁捜査一課 刑事。
清水
演 - 岩永徹也（第5作 - ）
警視庁捜査一課 刑事。
小川
演 - 福田陽一（第5作 - ）
警視庁捜査一課 刑事。
安原
演 - 前田美波里（第1作 - 第4作）
警視庁捜査一課 刑事。階級は警部補。
日下
演 - 伊東孝明（第1作 - 第4作）
警視庁捜査一課 刑事。
西本
演 - 高杉瑞穂（第1作 - 第4作）
警視庁捜査一課 刑事。
村川
演 - 齋藤めぐみ（第1作 - 第4作）
警視庁捜査一課 刑事。初任地は新宿中央警察署だった。中国語を話せる（第1作・第4作）。似顔絵捜査官を目指している（第4作）。
寺西敬介
演 - 窪塚俊介（第3作・第4作）
経歴：警視庁池袋警察署
→ 警視庁渋谷警察署
→ 警視庁捜査一課 十津川班（第3作・第4作）
→ 退職（第4作）
十津川班に編入された刑事。射撃の名手で輝かしい実績がある。第4作で朝妻みゆきと結婚するため警視庁を退職。だがその数日後、行方不明になり米子の海岸で死体となって発見される。
北村
演 - 友近（第5作 - 第7作）
警視庁捜査一課 刑事。階級は警部補。第8作はお見合いで実家に帰っているため不在。
杉本
演 - 橋本じゅん（第5作 - 第7作）
警視庁捜査一課 刑事。

### 警察関係者
野中
演 - せんだ雄太（第1作 - 第4作）
警視庁鑑識課 主任。
本多時孝
演 - 六平直政
警視庁捜査一課 課長。階級は警視。
三上
演 - 西岡德馬
警視庁刑事部長。階級は警視監。副総監をしていた兄がいる（第8作）。

### 十津川班の親族
十津川直子
演 - 池上季実子（第1作・第3作 - ）
十津川省三の妻。旧姓は「西山」（第8作）。
亀井公子
演 - 烏丸せつこ（第6作）
亀井定雄の妻。

### その他
老夫婦
演 - 矢島喜八郎（第3・4作）、矢島瑞枝（第3・4作）
米子の町で本屋を探す（第4作）。原作者・西村京太郎と夫人が本名でカメオ出演。
モモエ
演 - IKKO（第5作 - ）
バー「コンドルモモエ」のママ。十津川夫妻の知人。十津川のことを「十津ちゃん」、直子のことを「直ちゃん」、亀井のことを「亀ちゃん」と呼んでいる。
佐々岡哲太
演 - 文二【旧・下地文二】（第5作 - ）
バー「コンドルモモエ」のバーテン。

### ゲスト
第1作「伊豆・下田殺人ルート」（2017年）
- 渡辺ひろみ（「週刊クライム」編集部記者） - 中山忍
- 赤嶺真理子（克也の母） - 遠山景織子
- 田中祐介（マンションの売主） - せんだみつお
- 仙堂肇（フェアリー建設 社長） - 大石吾朗
- 倉内三郎（立花伸介の元私設秘書） - 西田健
- 坂口（下田西警察署 刑事） - 吉田智則
- 広田（下田西警察署 刑事） - 橋爪遼
- マンション管理人 - 掛田誠
- 小坂井めぐみ（高級娼婦） - 所里沙子
- 原田みゆき（銀座「クラブ ニューロイヤル」ホステス） - 一双麻希
- 不法滞在中国人のボス - リ・コウジ
- 銀座「クラブ ニューロイヤル」ママ - 山吹奈央
- アナウンサー - 円城寺佳子
- IT会社社長 - 長田拓郎
- 赤嶺克也（危険ドラッグ売人で浦辺のスパイ、3年前死亡） - 眞弓葉詩
- 下田オーシャンパークホテルのフロント - 岡田貴寛
- ワビスケ（倉内の飼い犬） - 西田わびすけ
- 浦辺光義（元警視庁組織犯罪対策本部 警部・十津川省三の警察学校の同期） - 永島敏行
- 黄民亨（十津川省三と瓜二つの中国人） - 内藤剛志

第2作「伊香保温泉殺人事件」（2017年）
- 橋本ひろ子（高沢の恋人・ブックデザイナー） - 笛木優子
- 加納みずき（渋川西警察署 刑事） - 紫吹淳
- 高沢明（記憶喪失の男・カメラマン） - 阿部亮平（少年期：中川稜己）
- 平田（群馬県警 警部） - 徳井優
- 黒田（警視庁捜査二課 課長） - 篠塚勝
- 原田あかり（西麻布ワインバー「港や」経営者） - 西原亜希
- 佐々木（高崎東警察署 刑事） - ノモガクジ
- 手塚（丸の内総合病院 医師） - 若林久弥
- 山路信正（詐欺常習師・地面師） - 岡雅史
- 西麻布ワインバー「港や」店長 - 神納愛子
- 西麻布ワインバー「港や」従業員 - 押田瑞穂
- 加納一郎（みずきの夫・高崎東警察署 元刑事・7年前殉職） - 清水伸
- 五十嵐正一（マッカーサー道路近くに土地をもつ資産家・昨年ひき逃げされ死亡後に埋められる） - 千葉清次郎
- 加納一郎を銃殺した凶悪犯 - 金子昌弘
- 伊香保温泉「塚越屋七兵衛」女将 - 塚越裕子
- 竹久夢二伊香保記念館 常務理事 - 塩川香峰子
- アナウンサー - 日中泰景
- 澤井卓造（レインボー興産 社長） - モロ師岡

第3作「伊豆踊り子号殺人迷路」（2017年）
- 鏑木瑠偉（医療ジャーナリスト・キャサリンの親友） - 矢田亜希子
- 金井政彦（金井探偵事務所 所長・元警視庁捜査一課 刑事） - 吉満寛人
- 多田野弥生（旅館「緑風園」女将） - 阿知波悟美
- 香田重信（旅館「緑風園」板長・鈴香に包丁で刺殺される） - 武野功雄
- 小島繁（会社員） - 弓削智久
- 宮城鈴香（西本の恋人・無職・香田を包丁で刺殺後に自分の腹部をその包丁で刺し崖から飛び降り自殺） - 辻本瑞貴（10歳：長島すみれ）
- 山辺直美（小島の恋人・化粧品会社派遣社員・京子を刃物で刺殺後に自分の腹部をその刃物で刺し自殺） - 鈴木聖奈
- 矢原（静岡県警察 警部） - 志村東吾
- 宮城祐三（鈴香の伯父・みかん狩り農家） - 山上賢治
- 香取信一郎（犯罪心理学者・東都女子大学 人文学部心理学科 名誉教授・警視庁委託医） - 堺正章（少年期：大元翔心）
- 本村健太郎（弁護士・俳優） - 本村健太郎（本人役）
- 江藤愛（アナウンサー） - 江藤愛（本人役）
- 鮫島産婦人科医院 院長 - 浅見小四郎
- 高梨（伊豆高原警察署 刑事） - 久留飛雄己
- 宮城（鈴香の母・祐三の妹・酒に酔って崖から転落死） - 加茂美穂子
- 丸山京子（ジュエリーショップのオーナー・直美に刃物で刺殺される） - 羽田圭子
- まり菜（直美の友人） - 入矢麻衣
- キャサリン・ボーン（コロラド医科大学 医学生・3年前 父を猟銃で銃殺後に自分の胸をその猟銃で撃ち抜き自殺） - ヴィクトリア・ラブロア
- ボーン（キャサリンの父・キャサリンに猟銃で銃殺される） - リカルド・B
- キャスター - 逢地真理子
- 香取（信一郎の姉・18歳で自殺） - 神田朝香
- 東都女子大学 学生 - 中嶋理乃、芦原優愛

第4作「愛と裏切りの伯備線」（2017年）
- 朝妻みゆき（米子皆生温泉 旅館「朝妻屋」若女将・浩一郎と昌子の娘） - 酒井若菜
- 遠野卓也（祥子の恋人・東明福祉大学 元学生） - 金井勇太
- 田代祥子（ふみの孫娘・詐欺師グループの一員・キャバクラ嬢） - 橋本真実
- 朝妻昌子（米子皆生温泉 旅館「朝妻屋」女将） - 神保美喜
- 田代ふみ（行商・祥子が高校を中退するまでは二人で暮らしていた） - 片岡富枝
- 須藤（米子中央警察署 警部） - 春田純一
- 松村多恵（漁協職員・ふみの知り合い） - 和泉ちぬ
- 陳九垓（詐欺師グループの一員・中国人） - 薬師寺保栄
- 森川紀子（温泉コンパニオン・祥子の知り合い） - かでなれおん
- 詐欺師グループの一員 - 小橋正佳
- 清水（東明福祉大学 教授） - 石井テルユキ
- 祥子のマンション管理人 - 西沢仁太
- 絵里（池袋駅東口インフォメーションセンター 窓口係員） - 尾花貴絵
- 中山哲次（裁判長） - 神崎孝一郎
- ショウ（詐欺師グループの一員・半グレ） - 高木トモユキ
- 荒木（米子中央警察署 刑事） - 上田良次
- 朝妻浩一郎（米子皆生温泉 旅館「朝妻屋」主人） - 石倉三郎

第5作「京都・嵯峨野殺人迷路〜ニセ十津川警部現わる!!〜」（2018年）
- 渡辺敬一郎（ニセ十津川警部・フリージャーナリスト・本名「佐々木幸一」） - 津田寛治
- 北川悦子（クラブ「トリュンメルバッハ」ママ） - 土井ケイト
- 井岡さつき（クラブ「トリュンメルバッハ」ホステス） - 瑛蓮
- 有島珠美（クラブ「トリュンメルバッハ」ホステス） - 川村ゆきえ
- 渡辺弥生（クラブ「トリュンメルバッハ」ホステス） - 階戸瑠李
- 井上美奈（クラブ「トリュンメルバッハ」ホステス） - 長谷川るみ
- 桐野佐和子（桐野総合病院 院長） - 秋本奈緒美
- 染谷康夫（「いしかわ 竹の店」店主） - 西田健
- 若杉敏郎（民自党 代議士） - 佐藤B作
- 小野（京都府警 刑事） - 金子昇
- 溝田清治（作曲家） - 赤塚真人
- 秋田慎悟（クラブ「トリュンメルバッハ」マネージャー） - 武田幸三
- 内田正也（仮面をつけた男を見た目撃者） - ビートきよし
- 安住（茨城県警 刑事） - 坂田聡
- 飯田（蕎麦屋「あだし野」店主） - 峰蘭太郎
- 三船朝子（嵯峨野の宿「花のいえ」女将） - 東さと
- 並木和也（タクシードライバー） - 菊池隆志
- 前沢友子（気になる光景を見た女性） - 松木路子
- 友永（茨城県警 刑事） - 前田薫平
- 徳島（京都市立病院 医師） - あべかつのり
- 佐和子の自宅の隣人 - 伊藤修子
- 八木沼勇（新京都病院 理事） - 野口幸一郎
- バー「nest」ボーイ - 別紙慶一
- 「カラオケまんがネットダーツ」店員 - 百瀬美鈴

第6作「日光・恋と裏切りの鬼怒川」（2018年）
- 高木亜木子（高木亜木子法律事務所 弁護士・日光市立竜頭高等学校 卒業生） - 星野真里
- 岡部ゆみ（ダンスグループ「アトラペ」3期生） - 吉井怜
- 高木文子（亜木子の母・日光彫職人） - 根本りつ子
- 鬼怒川温泉「鬼怒川パークホテルズ」女将 - 早瀬久美
- 吾妻郁夫（傷害事件の被疑者） - 井上裕介（NON STYLE）
- 竹宮吾郎（竹宮流 能楽師・雪道の甥） - 伊嵜充則
- 相沢圭一郎（相沢総合病院 院長） - 林海象
- 佐原琢郎（ダンスグループ「アトラペ」） - 鈴木裕樹
- 記者 - 福井博章
- 沢渡（栃木県警捜査一課 刑事） - 皆川健太郎
- 竹宮雪道（竹宮流 二十二世家元） - 山野史人
- 有力者 - 嶋崎伸夫
- 小林克彦（竹宮流 住み込みの門弟） - 河合穂積
- 市村隆信（竹宮流 能楽師・日光市立竜頭高等学校 卒業生） - 河合雪之丞
- 石野（栃木県警捜査一課 警部） - ベンガル
- ダンスグループ「アトラペ」3期生 - 秋定里穂、倉澤卓裕、小林恵里
- 竹宮流 門弟 - 松木崇俊
- 高木正志（亜木子の息子） - 石塚獅桜
- 高木亜木子法律事務所 所員 - 田中萌
- 竹宮流 スタッフ - 豊田茂
- ナレーション - 逢地真理子

第7作「浜名湖殺人ルート」（2018年）
- 佐伯義之（戦場カメラマン・江梨子の元恋人） - 柏原収史
- 石塚克郎（飲食チェーン「みすず」新宿店の店長） - 吉村界人
- 石塚史郎（克郎の父） - 三浦浩一
- 石塚登喜子（克郎の母） - 久世星佳
- 佐藤誠（弁護士） - 堀内正美
- 竹本新一（浜松南警察署 刑事） - 佐藤銀平
- 五十嵐あかね（第3の被害者・五十嵐の妻） - 遠野なぎこ
- 川口あき（3年前の被害者・克郎の元交際相手） - 鈴木つく詩
- 木元秀樹（画家・あやかの兄） - 片岡信和
- 米川正（米川正法律事務所 弁護士） - 筒井巧
- 木元あやか（1年前の被害者） - ぎぃ子
- 山崎江梨子（第1の被害者・インテリアコーディネーター） - ミズモトカナコ
- 松井由加（松井良治の妻） - 入野佳子
- 石塚邸の家政婦 - 荒井眞理子
- 新川重吾（克郎の仲間） - 高山綾平
- 井上徹（克郎の仲間） - 村上耕平
- 高野治（克郎の仲間） - 由利昌也
- 森博志（克郎の仲間） - 大滝鷹也
- 五十嵐実（電機メーカー「イガラシゼネラルエレクトロテクニクス」社長） - 岸田研二
- 飲食チェーン「みすず」新宿店の店員 - 佐藤もみじ
- 大城敦（大森海岸警察署刑事課強行犯捜査 刑事） - 楠美聖寿
- 沖みどり（第2の被害者・会社員） - 夢野いづみ
- 藤城沙織（江梨子の大学の同期） - 中里広海
- レミ（ホステス） - 寺田浩子
- モエミ（ホステス） - 田中美晴
- マイ（ホステス） - 穂南綾音
- サヤカ（ホステス） - 千広真弓
- 江端清美（米川正法律事務所 所員） - 緒方里香

第8作「外房線に消えた女〜十津川の初恋〜」（2019年）
- 原口夕子（たてやま温泉「夕日海岸 昇鶴」女将・十津川の初恋の人） - 菊池桃子（若き日：竹田有美香）
- 三枝雄大（経営コンサルタント・千葉県議会議員） - 大谷亮介
- 三田省吾（館山三田病院 副院長・正芳の息子） - 川口力哉
- 小坂井茂（画家） - 大鶴義丹
- 原口由紀（たてやま温泉「夕日海岸 昇鶴」若女将・夕子の娘） - 竹田有美香（二役）
- 小原良治（インテリアデザイナー） - 高杉亘
- 三田正芳（館山三田病院 院長・原口家の主治医） - 鶴田忍
- 斎藤邦子（たてやま温泉「夕日海岸 昇鶴」仲居頭） - 宮本真希
- 江島聡子（たてやま温泉「夕日海岸 昇鶴」仲居） - 黒坂真美
- 寺西（千葉県警 警部） - 小野了
- ジム・モンゴメリー（喫茶店のマスター） - ダンテ・カーヴァー
- 笹口玲子（館山三田病院 看護師長） - 野呂佳代
- 松田陽子（会員制バー「GINZA」ママ・偽名「佐藤和子」） - 内田慈
- 崎田守（フリーのトラベルライター・由紀の恋人） - 須藤公一
- 伊東晴美（由紀の短大時代の先輩） - 鈴木聖奈
- 橋本早苗（鵜原温泉 磯香の湯宿「鵜原館」女将） - 早川絵美
- 長谷川（千葉県警 刑事） - 浅野彰一
- 小泉（四谷ロイヤルホテルのルーム係） - 麻木玲那
- 村上（マンション「ロイヤル逗子」管理人） - 日向丈
- 高木（小石川芸大 学生） - 中村公隆
- 夏目（店の女） - 藤山由依
- 吉岡将太（千葉県警 刑事） - 深澤恒太
- 栗原（三枝の事務所スタッフ） - 国保裕子
- 大野荘 従業員 - 三木くるみ
- 佐々木（館山三田病院 看護師） - 池松亜美
- 橘（小原の隣人） - 高田怜子
- 原口夕子の夫を殺害した浮気相手 - 小宮理央
- 海女 - 福田智穂

## スタッフ
- 原作 - 西村京太郎
- 脚本 - 佐伯俊道、平林幸恵、赤松義正、山田耕大
- 監督 - 池澤辰也、村田忍、林海象
- プロデューサー - 森下和清[1]
- 編成 - 中井芳彦（TBS　第1作 - 第5作）、渡瀬暁彦（TBS　第6作 - ）
- 製作 - オスカープロモーション（第1作 - 第4作）、ザ レインドロップス（第5作 - ）、TBS

- 企画 - 古賀誠一
- プロデューサー - 森下和清
- 編成 - 中井芳彦
- 撮影 - 古川好伸
- 照明 - 徳永恭弘
- 音声 - 福田陽輔
- VE - 石田伸夫
- 編集 - 磯貝篤
- EED - 上杉真悟
- MA - 山田良平
- 効果 - 栗山伸彦
- 選曲 - 原田慎也
- 美術 - 乙竹恭慶
- 装飾 - 柴田博英
- 衣裳 - 手塚勇
- 持道具 - IZU
- メイク - 高橋可菜、大野志穂（池上季実子担当）
- スタイリスト - 藤井享子（内藤剛志担当）
- 殺陣 - 大道寺俊典
- ガンエフェクト - 早川光
- 警察監修 - 石坂隆昌
- 医療監修 - 冨名腰文人
- 技術協力 -
- 美術協力 -
- 写真協力 -
- ロケ協力 -
- 衣裳協力 -
- 撮影協力 - 下田市、下田市観光協会、伊豆急行株式会社、下田ロープウェイ、下田オーシャンパークホテル、黒船ホテル、了仙寺、長楽寺、ACTUS（以上、第1作）
- 協力 -
- AP - 平池拓一
- 監督補 -
- 助監督 - 最知由暁斗、福島宏介
- 制作担当 - 土田守洋
- 制作主任 -
- スクリプター -
- 実景撮影 -
- コーディネーター -
- 制作進行 -
- 記録 - 広川貴美子
- スチール - 山縣壽樹
- 翻訳 -
- 番組宣伝（番宣担当） - 河野裕之
- ナレーション - 織江珠生[63]

※第1作を掲載。

## 放送一覧
- 第3作・第4作は20:00 - 22:54の拡大放送。
- 第5作は月曜放送ではあるが、『月曜名作劇場』枠外の『ドラマ特別企画』としての放送（20:00 - 23:07）。
- 第6作〜第8作は20:00 - 23:07の拡大放送。

| 話数 | 放送日         | サブタイトル                     | 原作                         | 脚本     | 監督     |
| ---- | -------------- | -------------------------------- | ---------------------------- | -------- | -------- |
| 1    | 2017年01月23日 | 伊豆・下田殺人ルート             | 「越後・会津殺人ルート」     | 佐伯俊道 | 池澤辰也 |
| 2    | 4月03日        | 伊香保温泉殺人事件               | 「会津高原殺人事件」         | 佐伯俊道 | 村田忍   |
| 3    | 9月11日        | 伊豆踊り子号殺人迷路             | 「桜の下殺人事件」           | 佐伯俊道 | 池澤辰也 |
| 4    | 10月16日       | 愛と裏切りの伯備線               | 「恋と裏切りの山陰本線」     | 佐伯俊道 | 池澤辰也 |
| 5    | 2018年04月09日 | 京都・嵯峨野殺人迷路             | 「草津逃避行」               | 平林幸恵 | 池澤辰也 |
| 6    | 9月10日        | 日光・恋と裏切りの鬼怒川         | 「京都・恋と裏切りの嵯峨野」 | 赤松義正 | 池澤辰也 |
| 7    | 12月10日       | 浜名湖殺人ルート                 | 「能登半島殺人事件」         | 山田耕大 | 林海象   |
| 8    | 2019年03月25日 | 外房線に消えた女〜十津川の初恋〜 | 「初恋」                     | 山田耕大 | 池澤辰也 |